# Articulation radio-ulnaire proximale
L'articulation radio-ulnaire proximale (ou articulation radio-cubitale supérieure) est une des articulations constitutive de l'articulation du coude qui unit le radius et l'ulna.

## Structure
L'articulation radio-ulnaire proximale est une articulation trochoïde.
Les surfaces articulaires mises en jeu sont :
- la circonférence articulaire de la tête du radius,
- l'incisure radiale de l'ulna,
- la face interne du ligament annulaire du radius.

La membrane interosseuse de l'avant-bras et le ligament annulaire stabilisent l'articulation.

## Anatomie fonctionnelle
L'articulation radio-ulnaire proximale permet conjointement avec l'articulation radio-ulnaire distale les mouvements de pronation et de supination de l'avant-bras.
Pendant ces mouvements, la tête du radius tourne à l'intérieur du cylindre formé par l'incisure radiale et le ligament annulaire suivant l'axe qui passe par le centre de la facette articulaire de la tête du radius en haut et le centre de la tête de l'ulna en bas. L'extrémité inférieure du radius tourne autour de la tête de l'ulna.
Ces mouvements sont limités par le ligament carré.

## Rapports
Les nerfs médian, musculo-cutané et radial passent à proximité de cette articulation.